# Улица Пугачёва (Большая Охта)
Улица Пугачёва — улица в Красногвардейском районе Санкт-Петербурга. Проходит от улицы Александра Ульянова до Панфиловой улицы.

## История
Изначально улица называлась Полевой (название известно с 1896 года). Современное название было присвоено улице 3 августа 1940 года в память о Емельяне Ивановиче Пугачёве — предводителе крестьянского восстания 1773—1775 годов.

## Пересечения
- улица Александра Ульянова
- Комарова улица
- Панфилова улица

## Транспорт
Ближайшая к улице Пугачёва станция метро — «Новочеркасская» 4-й (Правобережной) линии.

## Достопримечательности
- № 5-7 — школа фабрично-заводского ученичества «Ленэнерго», 1933, конструктивизм. Градозащитное сообщество Петербурга пытается добиться присвоения зданию статуса объекта культурного наследия[2].